# كريب (علم الفلك)

رسم يُظهر ترسب طبقة الكريب تحت قشرة القمر أثناء مراحل تكونه المبكرة.

الكريب في علم الفلك هو مكون جيوكيميائي لبعض الصخور القمرية المدملكة والبازلتية المُنصهرة التي خلفتها الاصطدامات. كلمة كريب هي اختصار إنكليزي مُشتق من حرف «ك» (الرمز الكيميائي الأجنبي لعنصر البوتاسيوم) و«ري» (الاختصار الإنكليزي لـ«عنصر أرضي نادر») و«ب» (الرمز الكيميائي الأجنبيّ لعنصر الفوسفور). إحدى أبرز ميزات الكريب هي تركيزه العالي نوعاً ما في مُعظم ما يُسمى «العناصر المتناقضة» (العناصر التي تبقي حالتها سائلة أثناء تبلور الصهارة) والعناصر المُولدة للحرارة: البوتاسيوم واليورانيوم والثوريوم.
يَتألف التركيب الكيميائيّ المُعتاد للكريب من: 1% من أكاسيد البوتاسيوم والفوسفور و20 إلى 25% من الروبيديوم، وتركيز اللانثانوم هو أعلى بـ300 إلى 350 ضعف من تركيزه المَوجود في الكونداريت.
نشأة الكريب هي بشكل غير مباشر نتيجة نشأة القمر، التي يُعتقد على نطاق واسع الآن أنها نتيجة اصطدام جسم بحجم المريخ مع الأرض قبل 4.5 مليار سنة. وقد قذف هذا الاصطدام كمية ضخمة من المادة إلى مدار حول الأرض، مما جعلها تندمج مع بعضها وتتجمع في النهاية لكي تشكل القمر. ونظراً لتولد كم ضخم من الطاقة خلال هذا الحدث فقد تنبأ العلماء بأن جزءاً كبيراً من القمر كان مُنصهراً منذ البداية، مما شكل محيط صهارة غطى سطح القمر بشكل شبه كامل. وبعد انتهاء تبلور هذا المُحيط، من المُرجح أن بعض المواد مثل الأوليفين والبيروكسين ترسبت وغرقت لتشكل الدثار القمريّ. ومن المُرجح أن البلاغيوكلاس الأنورثاتيّ بدأت بالتبلور بعد تبلور ثلاثة أرباع المُحيط، وبسبب كثافته المُنخفضة فقد عام فوق الصهارة مُكوناً قشرة أنورثاتية. ومن المُهم هنا أن العناصر المتناقضة (التي تبقى في الحالة السائلة كما ذكر آنفاً) قد تكثفت تدريجياً إلى صهارة مع استمرار التبلور، مما كون صهارة غنية بالكريب لا بد أنها شغلت الطبقة الواقعة بين القشرة والدثار. وتأتي أدلة هذا السيناريو من التركيب عالي الأنورثاتيةّ لقشرة المُرتفعات القمرية، إضافة إلى وُجود مواد غنية بالكريب.
كان يُعتقد على نطاق واسع قبل رحلة المنقب القمريّ أن المواد الغنية بالكريب كونت طبقة تحت القشرة غطت القمر بالكامل تقريباً. لكن مع هذا فإن النتائج التي أعطاها مطياف أشعة غاما الخاص بالمنقب أظهرت أن الصخور المُحتوية على الكريب تكثفت بشكل رئيسي ضمن منطقتي محيط العواصف وبحر الأمطار، وهما إقليمان جيولوجيان فريدان يُعرفان الآن بأرض عواصف الكريب. أما الأحواض التي تقع بعيداً عن هذين الإقليمين وتقع في منخفضات عميقة في القشرة (أو من المُحتمل أن تمتد إلى الدثار حتى) بحر الشدائد والبحر الشرقي وحوض أيتكين فهي تظهر تركيزاً ضئيلاً أو مُنعدماً من الكريب في حوافها أو مقذوفاتها. إن تركيز العناصر المُولدة للحرارة ضمن قشرة (و/أو دثارِ) أرض عواصف الكريب مسؤول بلا شك تقريباً عن قدم وكثافة البحار القمرية في الجانب القريب من القمر.